# 懿德皇后
懿德皇后符氏（941年—975年），宋太宗继室。陳州宛丘(今河南淮陽)人，魏王符彥卿第六女。姐姐為大符皇后和小符皇后，弟弟符昭愿、符昭壽。

## 生平
後周顯德年間，符氏嫁與趙光義，建隆初年封為汝南郡夫人，後再進封楚國夫人。後來，趙匡胤稱帝建立宋朝，趙光義封為晉王，符氏亦改封越國夫人。開寶八年（975年）逝世，年三十四。葬安陵西北。
太平興國元年（976年）十一月，追封為皇后，諡號懿德，神主奉於別廟。宋太宗駕崩後，在至道三年十一月，懿德符皇后才和太宗祔廟。

## 延伸阅读
[在维基数据编辑]
 《宋史·卷242》，出自脱脱《宋史》